# Toya Delazy
Toya Delazy, születési nevén Latoya Nontokozo Buthelezi (KwaZulu-Natal, 1990. február 5. –) dél-afrikai énekesnő, zongorista, táncos és előadóművész.
Londonban él. Két albumát adta ki a Sony Music Africa. Saját kiadású lemeze Delazy Entertainment címkével jelent meg. Ez utóbbi elnyerte a 2013-as BET Awards díjat. Debütáló stúdiólemez, öt dalt tartalmaz. Elnyerte az Év Legjobb Újonca és a Legjobb Pop Album díjat is 2013-ban.

## Származása
Törzsfőnök nagyapja a zuluk vezére volt az apartheid idején. Az Inkatha Szabadság alapítója volt, Mandela Afrikai Nemzeti Kongresszus pártjának legkomolyabb ellenfele.
Toya Delazy dédanyja pedig zenéjével elbűvölte dél-afrikai közönséget, amikor a feketebőrű énekesek még akkor is nehezen boldogultak, ha zulu hercegnők is voltak. Ma viszont Toya Delazy szinte titkolja jeles, híres őseit, mert zenéjével akarja meghódítani a dél-afrikai közönséget.

## Stúdióalbumok
- Due Drop (2012)
- Ascension (2014)